# 大安渓
大安渓（だいあん-けい）は、台湾中部を流れる河川。苗栗県南部および台中市北部を流れ、下流域の一部では両県の県境をなしている。

## 地理
雪山山脈の大覇尖山に源を発し西に向かって流れ、苗栗県の泰安郷、卓蘭鎮、三義郷、苑裡鎮および台中市の和平区、東勢区、后里区、外埔区、大甲区、大安区を経由し、台中市大安区から台湾海峡に注いでいる。全長は95.76km、流域面積は758.47平方キロメートル、平均斜度は1:75となっている。

## 支流
- 馬達拉渓
- 老庄渓
- 景山渓
- 次高渓
- 大雪渓
- 南坑渓
- 無名渓
- 雪山坑渓
- 烏石坑渓

## 河川施設
| 一次支川名 （本川） | 二次支川名 | 三次支川名 | ダム名     | 堤高(m) | 総貯水容量（m3） | 型式 | 事業者 |
| ------------------- | ---------- | ---------- | ---------- | ------- | ---------------- | ---- | ------ |
| 景山渓              | －         | －         | 鯉魚潭ダム | -       | 126,120,000      | -    | -      |